# Shiny Entertainment

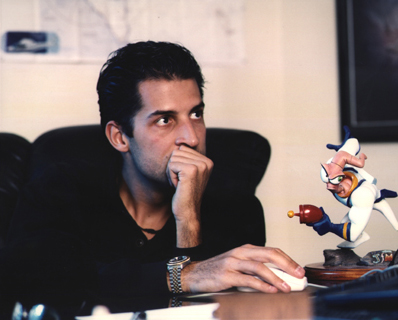
David Perry, Firmengründer, mit Earthworm-Jim-Figur

Shiny Entertainment war ein US-amerikanischer Spieleentwickler, der 1993 von David Perry in Newport Beach, Kalifornien, gegründet wurde.

## Firmengeschichte
Praktisch alle Titel, die Shiny entwickelte, wurden von der Fachpresse in höchsten Tönen gelobt, konnten jedoch keine kommerziellen Erfolge erzielen. Die ersten Shiny-Titel waren die 2D-Jump-’n’-Runs Earthworm Jim und Earthworm Jim 2, die zunächst für Sega Mega Drive und SNES erschienen. Da sich eine deutliche Trendwende hin zu 3D-Grafik abzeichnete, verkaufte Perry 91 % des Unternehmens 1995 für rund 3,6 Millionen US-Dollar an den US-amerikanischen Publisher Interplay Entertainment, eine Entscheidung, die Perry 2012 als seine schlechteste Entscheidung bezeichnete. Dieser hatte den Erfolg der aufkommenden Spielkonsolen unterschätzt und erhoffte sich im Gegenzug mit dieser Akquise seinen Erfahrungsrückstand im Konsolenmarkt zu verringern. 2001 erwarb Interplay auch die verbliebenen 9 % für 600.000 US-Dollar.
Unter dem neuen Mutterkonzern folgten die Spiele MDK für den PC, Wild 9 und R/C Stunt Copter für die PlayStation, sowie Messiah und Sacrifice für den PC. Besonders die letzten vier dieser Titel konnten sich trotz oder gerade wegen ihres innovativen Gameplays nur schlecht verkaufen.
Im April 2002 wurde Shiny von seiner finanziell strauchelnden Konzernmutter für 47 Millionen US-Dollar an den französischen Publisher Infogrames verkauft. Dieser unterstellte das Studio seiner amerikanischen Tochter Atari (vormals GT Interactive). Für den neuen Eigner entwickelte Shiny den Lizenztitel Enter the Matrix. Dieses war das erste Shiny-Spiel, das keine hohen Wertungen erzielen konnte und dennoch wieder ein kommerzieller Erfolg wurde. 2005 erschien mit The Matrix: Path of Neo der langerwartete Nachfolger zu Enter The Matrix, welcher in spielerischer und technischer Hinsicht hinter den Erwartungen der Kritiker und Spieler sowie den Ankündigungen seitens der Entwickler zurückblieb.
Nachdem auch Infogrames und Atari 2006 zunehmend in finanzielle Schwierigkeiten gerieten, verließ Gründer David Perry das Unternehmen im Februar, um nach eigenen Angaben einen Verkauf Shinys zu erleichtern. Im Oktober 2006 wurde Shiny von Infogrames an den Entwickler Foundation 9 Entertainment verkauft. Im März 2008 gab Foundation 9 die Verschmelzung von Shiny Entertainment mit dem ebenfalls zum Unternehmen gehörenden Entwicklerstudio The Collective bekannt, neuer Standort des als Double Helix Games bezeichneten Studios wurde Irvine.

## Veröffentlichte Spiele
- Earthworm Jim (1994)
- Earthworm Jim 2 (1995)
- MDK (1997)
- Wild 9 (1998)
- R/C Stunt Copter (1999)
- Messiah (2000)
- Sacrifice (2000)
- Enter the Matrix (2003)
- The Matrix: Path of Neo (2005)
- Der Goldene Kompass (2007)